# 鹅绒藤
鹅绒藤（学名：Cynanchum chinense）为夹竹桃科鹅绒藤属的植物，为中国的特有植物。分布于中国大陆的宁夏、浙江、山西、陕西、辽宁、甘肃、河北、河南、江苏、山东等地，生长于海拔500米至2,400米的地区，多生长在山坡向阳灌木丛中、河畔、路旁或田埂边，目前尚未由人工引种栽培。

## 别名
祖子花（锦州）

## 外部連結
- 鵝絨藤, Erongteng（页面存档备份，存于） 藥用植物圖像數據庫 (香港浸會大學中醫藥學院) （繁體中文）（英文）